# Жан-Крістоф Ґранже
Жан-Крісто́ф Ґранже́ (фр. Jean-Christophe Grangé; нар.15 липня 1961, Булонь-Біянкур, О-де-Сен, Іль-де-Франс, Франція) — французький письменник, журналіст, автор коміксів та сценарист.
Він працює у незвичному як для француза жанрі — трилер, завдяки чому зробив собі ім'я та здобув популярність у Сполучених Штатах. Тривалий час як журналіст-фрилансер співпрацював з багатьма відомими періодичними виданнями. Свій журналістський досвід Ґранже використав при написанні романів, які будучи за жанром гостросюжетними детективами, часто торкаються важких тем міжнародного тероризму, політичного екстремізму, сумнівної діяльності окультних організацій.

## Життєпис
Після здобуття ступеня магістра філософії у Сорбонні (дисертація щодо творчості Гюстава Флобера), Ґранже став копірайтером і працював у рекламному агентстві. У 1989 році у 28-річному віці він став відомим міжнародним кореспондентом, який працював для таких журналів як Paris Match, Sunday Times та National Geographic.
Згодом Ґранже почав працювати фрилансером, у своїй власній компанії L & G і самостійно оплачував свої подорожі. Написані ним репортажі з різних країн світу стали важливим джерелом натхнення і основою для його подальших літературних творів. Саме в цей період він отримав дві головні нагороди у світі журналістики: премію Рейтер (1991) і премію World Press (1992).
У 1994 году Ґранже написав свій перший роман «Політ лелеки», який був відзначений більше критиками, (які розхвалювали його «багату уяву» та винахідливість) ніж широкою громадськістю. Втім його другий роман «Багряні ріки», опублікований у 1998 році став досить популярним, особливо після того, як у 2000 році цей твір був екранізирований Матьє Касовицем (стрічка «Багряні ріки»). До того ж автором сценарію був сам Ґранже. У головних ролях у фільмі знялися знамениті актори Жан Рено та Венсан Касель. Популярність фільму була настільки великою, що незабаром з'явився сіквел «Багряні ріки — 2», але він виявився не настільки вдалим, як перший фільм — ймовірно, через те, що автор роману не брав у ньому участі, а як сценарист виступив Люк Бессон. 2018 року Жан-Крістоф Ґранже написав сценарій для телесеріалу «Багряні ріки».
У подальші роки письменник створив ще декілька романів, написав сценарій до фільму «Відок» й текст до коміксу «Прокляття Зенера».
З кінця 90-х років Ґранже остаточно покинув журналістську діяльність і зосередився на написанні творів. Майже всі твори Ґранже вже екранізовані, або знаходяться у стані підготовки до екранізації. Зокрема, за романом «Імперія вовків» кіностудіями Гомон і ТФ-1 було знято однойменний фільм знову за участю Жана Рено в ролі поліцейського, у 2006 році — фільм «Братство каменя» (іноді переклададається, як «Братерство каменю»), режисер — Гійом Ніклу. Книги Ґранже перекладено багатьма мовами. Вони видані в більш ніж 30 країнах. За право зняти за ними кінофільми змагаються провідні кіностудії Америки та Європи. «У цьому жанрі він геній», — пише про Ґранже часропис «Figaro».
У своїй творчості Ґранже поєднує елементи пригодницького роману, поліцейського детективу і трилера. Після виходу «Пурпурових рік» критики назвали Ґранже французьким Стівеном Кінґом, проте романи французького письменника реалістичніші, джерела страхіть більш матеріальні, конкретні, життєві, натомість вони менш психологічні.
Жана-Крістофа Ґранже швидше можна охрестити «живописцем смерті»: через присутність в його книгах своєрідної естетики насилля та через наявність вкрай жорстоких, кривавих і похмурих деталей і описів.
Характерною рисою творів Ґранже є стрімкий розвиток сюжету, який захоплює читача.
Фінал творів — далеко не завжди хеппі-енд, нерідко Ґранже взагалі залишає його відкритим.
Письменник став знаменитим завдяки тому, що не є типовим французьким беллетристом.
Жан-Крістоф був одружений з журналісткою Віржинією Люк, має чотирьох дітей: Луї, Матільду,Ізе та Каіко.

## Творчість
Тривала кар'єра Жана-Крістофа Ґранже слугує йому першочерговим джерелом натхнення, забезпечуючи максимум реалістичності кожній його книзі, як на рівні описів географічних зон, так і у науковому контексті, що збільшує інтригу. Уява Жана-Крістофа Ґранже немає меж, і саме завдяки їй настільки поціновують його романи. Саме в уяві зароджуються складні сюжети і глибокі персонажі.
Навіть якщо різні романи мають багато спільних рис (неочікувані повороти інтриги — на які справді так очікує читач — останні розділи, сила опису деяких моментів сцен насилля, різні елементи повторів), кожного разу Жану-Крістофу Ґранже вдається здивувати і придумати щось нове. Таким чином кожен роман має свої особливості і досягає без труднощів своєї мети, тримаючи читача у напрузі протягом більше ніж чотириста сторінок.

## Репортажі
Видатний репортер, Жан-Крістоф Ґранже об'їздив весь світ, від Бірми до Північного полюса, через Нігер або Монголію. Ці репортажі, предметом яких найчастіше є природа, насилля або наукові феномени, стали основним джерелом натхнення для письменника.
1990 Calcutta, Capitale de l'enfer. Калькутта. Столиця пекла. Портрет міста, яке рятується втечею. Не просто так «Політ лелеки» завершується у Калькутті… Жан-Крістоф Ґранже добре знає це місто завдяки своєму репортажу, навіть у кінці свого роману він пише: 
|  | Тільки монотонне пекло індійського міста подарувало б контекст настільки чорний, щоб сприйняти крайню жорстокість моїх пригод |

.
1991 Péril en la forêt. Небезпека у лісі. Проблеми вирубки лісів через макро-знімки листя (Премія Рейтер 1991)
Voyage d'automne. Осіння подорож. Переліт лелек з супутника (Документальний фільм тривалістю у 52 хвилини, знятий Антуаном де Максімі у 1998. Це репортаж, який надихнув Жана-Крістофа Ґранже написати «Політ лелеки».
1992 La ballade du cormoran. Балада про баклана. Про заборону рибалкам Паі дресирувати бакланів (PrixWorldPress)
Mississippi. Portrait d'une Amérique profonde Міссіссіппі. Портрет Америки в деталях. Від Міннесоти до Луїзіани: народи і проблеми великої американської ріки.
Les ailes de la forêt. Крила лісу. Полювання, незаконна торгівля, розведення метеликів по всьому світі.

## Книги
- Le Vol des cigognes (1994)
- Les rivières pourpres (1999)
- Le Concile de Pierre (2001)
- L'Empire des loups (2003)
- La Ligne noire (2004)
- Le Serment des limbes (2007)
- Misèrere (2008)
- La Fôret des Mânes (2009)
- Le Passager (2011)
- Kaiken (2012)
- Lontano (2015)
- Congo Requiem (2016)
- La Terre des morts (2018)

## Переклади українською мовою
- Жан-Крістоф Ґранже. Miserere (Псалом п'ятдесятий). Переклад з французької Віктора Шовкуна. — К.: Махаон-Україна, 2009. — 656 с. ISBN 978-611-526-048-5
- Жан-Крістоф Ґранже. Пасажир. Переклад з французької Леоніда Кононовича. — Х.: «Книжковий Клуб „Клуб Сімейного Дозвілля“», 2017. — 608 с. ISBN 978-617-12-2443-8[2]
- Жан-Крістоф Ґранже. Лонтано. Переклад з французької Павла Мигаля. — К.: BookChef, 2018. — 720 с. ISBN 978-617-7559-22-0[3]
- Жан-Крістоф Ґранже. Багряні ріки. Переклад з французької О. Є. Лесько. — Х.: «Книжковий Клуб „Клуб Сімейного Дозвілля“», 2018. — 352 с. ISBN 978-617-12-4722-2
- Жан-Крістоф Ґранже. Конґо. Реквієм. Переклад з французької Елли Євтушенко. — К.: BookChef, 2019. — 640 с. ISBN 978-617-7559-60-2[4]
- Жан-Крістоф Ґранже. Земля мертвих. Переклад з французької І. Ю. Шагової. — Х.: «Книжковий Клуб „Клуб Сімейного Дозвілля“», 2019. — 512 с. ISBN 978-617-12-6692-6
- Жан-Крістоф Ґранже. Останнє полювання. Переклад з французької Елли Євтушенко. — Х.: «Книжковий Клуб „Клуб Сімейного Дозвілля“», 2020. — 384 с. ISBN 978-617-12-7443-3
- Жан-Крістоф Ґранже. День попелу. Переклад з французької Елли Євтушенко. — К.: BookChef, 2020. — 320 с. ISBN 978-966-993-552-6
- Жан-Крістоф Ґранже. Ліс духів. Переклад з французької Елли Євтушенко. — Х.: «Книжковий Клуб „Клуб Сімейного Дозвілля“», 2021. — 512 с. ISBN 978-617-12-8901-7
- Жан-Крістоф Ґранже. Обраниці. Переклад з французької Наталії Ференс. — К.: BookChef, 2023. — 640 с. ISBN 978-617-548-130-1

## Фільми, зняті за книгами Ґранже
- 2000 «Багряні ріки»
- 2004 «Багряні ріки 2: Ангели апокаліпсису»
- 2005 «Імперія вовків»
- 2006 «Братерство каменю»
- 2013 «Miserere»[en]
- 2013 Політ лелек[fr]
- 2015 «Пасажир»[fr] (французький мінісеріал)
- 2018 «Багряні ріки» (французький телесеріал)

## Сценарії
- Відок
- Пурпорові ріки 2: Янголи апокаліпсису (персонажі)